# Servais Van der Maesen
Servais Van der Maesen (Verviers, 18 augustus 1828 - 17 juni 1887) was een Belgisch volksvertegenwoordiger.

## Levensloop
Hij was een zoon van advocaat, procureur des Konings en provincieraadslid Antoine-Laurent Van der Maesen (1794-1848) en van Anne Sagehomme (1805-1890). Hij bleef vrijgezel. Zijn vader verkreeg in 1848 opname in de Belgische adel met de titel van ridder, overdraagbaar op al zijn mannelijke nazaten.
Hij promoveerde tot doctor in de rechten (1853) aan de Universiteit van Luik. Hij werd advocaat in Verviers en vanaf 1855 pleitbezorger.
Van 1858 tot 1869 was hij gemeenteraadslid van Verviers, en van 1859 tot 1867 schepen. Van 1864 tot 1866 was hij provincieraadslid.
In 1866 werd hij verkozen tot liberaal volksvertegenwoordiger voor het arrondissement Verviers, een mandaat dat hij vervulde tot in 1870.
Van der Maesen was lid van een vrijmetselaarsloge.